# Sigurd Brag
Sigurd Svante Brag, född 17 mars 1933 i Stockholm, är en svensk arkitekt.
Brag, som är son till arkitekt Torbjörn Brag och Margarethe Lunde, avlade ingenjörsexamen på högre tekniska läroverket i Malmö 1953 samt diplomingenjörs- och arkitektexamen vid tekniska högskolan i München 1961. Han anställdes på Thorsten Roos Arkitektkontor AB i Malmö 1961 och var chef för byggnadsavdelningen vid Kommunernas konsultbyrå-Landsbygdens Byggnadsförening i Karlskrona från 1964.